# Fenitoin
Fenitoín je antiepileptik (učinkovina za zdravljenje božjasti) iz skupine hidantoinov, ki zavira napetostne natrijeve kanalčke, zlasti pri visoki frekvenci proženja akcijskih potencialov. Uporablja se pri zdravljenju žariščne in generalizirane epilepsije, ni pa primeren za zdravljenje malih epileptičnih napadov (absenc). Intravensko se daje pri epileptičnem statusu, neodzivnim za benzodiazepine.
Uporablja se tudi pri določenih oblikah srčnih aritmij in nevropatske bolečine.
Pogosti neželeni učinki fenitoina so slabost, bolečina v trebuhu, izguba teka, motnje koordinacije, pospešena rast dlak in hiperplazija dlesni. Potencialno nevarni neželeni učinki vključujejo nespečnost, težnje za samopoškodovanje, motnje delovanja jeter, zaviranje delovanja kostnega mozga, nizek krvni tlak in toksična epidermalna nekroliza. V nosečnosti lahko povzroči motnje v razvoju ploda, med dojenjem pa naj bi bila njegova uporaba varna.

## Klinična uporaba

### Epilepsija
Fenitoin je starejše antiepileptično zdravilo, ki so ga so v preteklosti pogosto uporabljali za preprečevanje žariščnih epileptičnih napadov, danes
pa je njegova uporaba zelo omejena zaradi kronične toksičnosti. V parenteralni obliki se še vedno uporablja za zdravljenje epileptičnega statusa.
Ni učinkovit pri malih epileptičnih napadih (absencah), mioklonih in atoničnih napadih oz. jih lahko celo poslabša.

### Druge indikacije
Fenitoin se uporablja tudi pri drugih boleznih:
- motnje srčnega ritma – uporablja se v zdravljenju ventrikularne tahikardije in nenadnih epizod atrijska atrijske tahikardije, ko drugi antiaritmiki ali kardioverzija niso učinkoviti. Spada med antiaritmike razreda 1b;[5]
- zastrupitev digoksinom – fenitoin v intravenski obliki se uporablja kot zdravilo izbora pri srčnih aritmijah zaradi zastrupitve s srčnimi glikozidi;
- nevralgija trivejnega živca – kot zdravilo druge linije (zdravilo izbora je karbamazepin;[6]
- celjenje ran – dokazi nakazujejo, da topična uporaba fenitoina pomaga pri celjenju kroničnih ran na koži,[7][8] prav tako pa metaanaliza podatkov podpira uporabo fenitoina pri zdravljenju različnih razjed.[9]

## Zastrupitev
Znaki blažje zastrupitve s fenitoinom so ataksija (motena usklajenost mišičnih gibov), nistagmus (nehoteni premiki zrkel), dizartrija (motnje govora), slabost, bruhanje, dvojni vid, hiperglikemija in razdraženost; pri hudih zastrupitvah pa motnje zavesti do kome in zastoj dihanja. Možen je tudi pojav motenj srčnega ritma, zlasti pri intravenskem dajanju.